# Зенон от Тарс
Вижте пояснителната страница за други личности с името Зенон.
Зенон (на старогръцки: Ζήνων, Zeno, Zenon, на латински: Zeno Tarsensis, fl.: 200 пр.н.е.) от Тарс e стоически древногръцки философ от късния 3 и ранния 2 век пр.н.е.
Вероятно е роден през 235 пр.н.е. и е от финикийски произход. Син е на Диоскурид и ученик на Хризип от Соли.
Той принадлежи към основаната от Зенон от Китион Стоа. Той основава свое училище и бързо е признат.
Диоген Лаерций пише, че той оставил малко произведения, но е образовал множество ученици. При него учи Диоген Вавилонски.